# Сычевка (метеорит)
Сычёвка — метеорит, обнаруженный в июне 1988 года близ села Сычёвка (Амурская область) механизатором совхоза «Сычевский» В. Н. Смирновым. Дата падения неизвестна.

## История обнаружения
Во время обработки поля культиватор зацепил предмет, похожий и на камень и на кусок железа. Озадаченный механизатор доставил свою находку (весом 65 кг) в сельсовет. Председатель сельсовета, географ по образованию, высказал предположение, что это железный метеорит. Для проверки гипотезы его доставили на кафедру географии Благовещенского пединститута, откуда его перевезли в Комитет по метеоритам АН СССР.